# Gonichthys cocco
El pez-linterna de cocco (Gonichthys cocco), es una especie de pez marino de la familia de los mictófidos o peces linterna.

## Morfología
Su longitud cuando alcanza la madurez es de unos 4 cm y la longitud máxima descrita es de 6'0 cm, sin espinas en las aletas, con más radios blandos en la aleta anal que en la aleta dorsal. Son luminiscentes, con hileras de fotóforos a lo largo de su cuerpo, teniendo el macho adulto entre 6 y 8 fotóforos supracaudales mientras que la hembra tiene 3 a 6 fotóforos infracaudales.

## Distribución y hábitat
Es un pez marino bati-pelágico de aguas profundas, oceanódromo, que habita en un rango de profundidad entre 0 y 1000 metros, aunque normalmente está entre 425 y 650 m de profundidad durante el día, con migraciones nocturnas a la zona superficial del océano. Se distribuye por todo el norte del océano Atlántico, así como por la totalida del mar Mediterráneo y el mar Caribe.